# 哇！珍妮佛羅培茲！
「哇！珍妮佛羅培茲！」源自於線上遊戲《金幣大師》的中文配音版廣告，又稱「你剛剛攻擊我的村莊？」、「我也……為此而來」，是在台灣爆紅的迷因短片。

## 來源
「哇！珍妮佛羅培茲！」源自於線上遊戲《金幣大師》的中文配音版的YouTube廣告，故事敘述詹妮弗·洛佩兹（中文配音：孫若瑜）突然出現在超市，對著收銀員問：「雪莉？」，見到大明星的雪莉（中文配音：邵芷耘）驚訝地說出：「哇！珍妮佛羅培茲！」，下一秒，珍妮佛羅培茲質問：「妳剛剛攻擊我的村莊？」雪莉則回答：「呃，應該是吧。妳大老遠跑來這裡，就因為我攻擊妳的村莊？」，而珍妮佛羅培茲為了掩蓋大老遠跑來超市就只為了村莊被攻擊的事實，便拿了後方顧客（中文配音：陳幼文）的鳳梨並說出：「我也……為此而來！」。最後以旁白（中文配音：符爽）收尾。

## 軼事
- 詹妮弗·洛佩兹為拜登就任演唱。[3][4]
- 多個台灣YouTuber對本片進行二次創作。